# Kobajasi Júki (labdarúgó, 2000)
Kobajasi Júki (小林 友希) (Hjógo prefektúra, 2000. július 18. –) japán válogatott labdarúgó.

## Klub
A labdarúgást a Vissel Kobe csapatában kezdte. Később játszott még a FC Machida Zelvia és a Yokohama FC csapatában.

## Nemzeti válogatott
A japán U20-as válogatott tagjaként részt vett a 2019-es U20-as labdarúgó-világbajnokságon.